# Kalínikos Kreánga
Pour les articles homonymes, voir Călin.
Kalínikos Kreánga (en grec moderne : Καλίνικος Κρεάνγκα, né Călin Creangă le 8 mars 1972 à Bistrița en Roumanie) est un joueur grec de tennis de table. Son nom Călin Creangă a été modifié en Kalínikos Kreánga : en effet, Καλήν (Kalín) signifiant « bonne » en grec, le joueur ne supportait plus les railleries.

## Biographie
Au 1er décembre 2010 il était classé no 30 mondial, son meilleur classement ayant été no 9 mondial en 2006. C'est le joueur no 3 en France où il évolue dans l'équipe de Hennebont en Pro-A et où il a longtemps été no 1.
Il a été médaillé de bronze aux championnats du monde de 2003 à Paris-Bercy.
Lors des Jeux olympiques d'Athènes il a été sorti dès les 1/8e de finale.
Lors de la coupe du monde 2006 se déroulant à la Halle Carpentier, il a perdu en 1/4 devant Ma Lin, le vainqueur de l'épreuve.
À Liège, en 2011, Kalínikos bat le biélorusse Vladimir Samsonov au terme d'un combat remporté quatre manches à trois en finale du Top 12 Européen. 
Il est champion de France par équipe en 2005, 2006, 2007 et 2009 avec ses coéquipiers Ryu Seung Min, Feng Tian Bai et Dorian Quentel.

## Principaux résultats

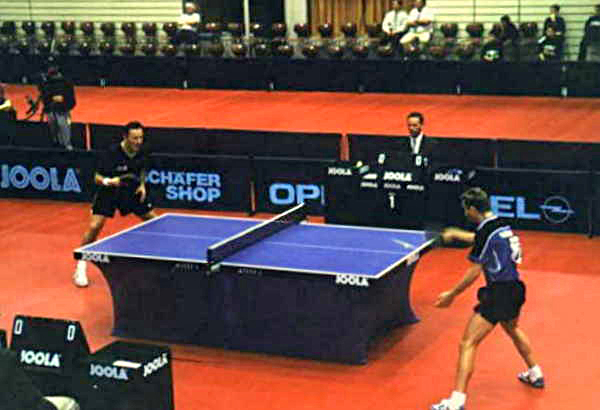
Kreánga (à droite) opposé à Saive en 2000 en Allemagne

- 2011  Victoire au Top 12 européen
- 2008 4e de la Coupe du monde
- 2005  Championnat d'Europe: 3e en simple,  2e en doubles (avec Vladimir Samsonov)
- 2004  2e de la Coupe du monde
- 2004  Victoire à l'Open de Santiago[2]
- 2003  3e du Championnat du monde en simples,   2e de la Coupe du monde
- 2002  2e du Championnat d'Europe en simple
- 2002  Victoire à l'Open du Japon ITTF
- 2000  2e du Championnat d'Europe en double
- 1998  2e du Championnat d'Europe en double
- 1994  1e du Championnat d'Europe en double,  2e en double mixte
- 1992 4e de la Coupe du monde
- 1991  3e du Championnat du monde en double mixte (avec Badescu Otilia)